# Obervieland
Obervieland este un sector situat în partea sudică a orașului hanseatic Bremen.

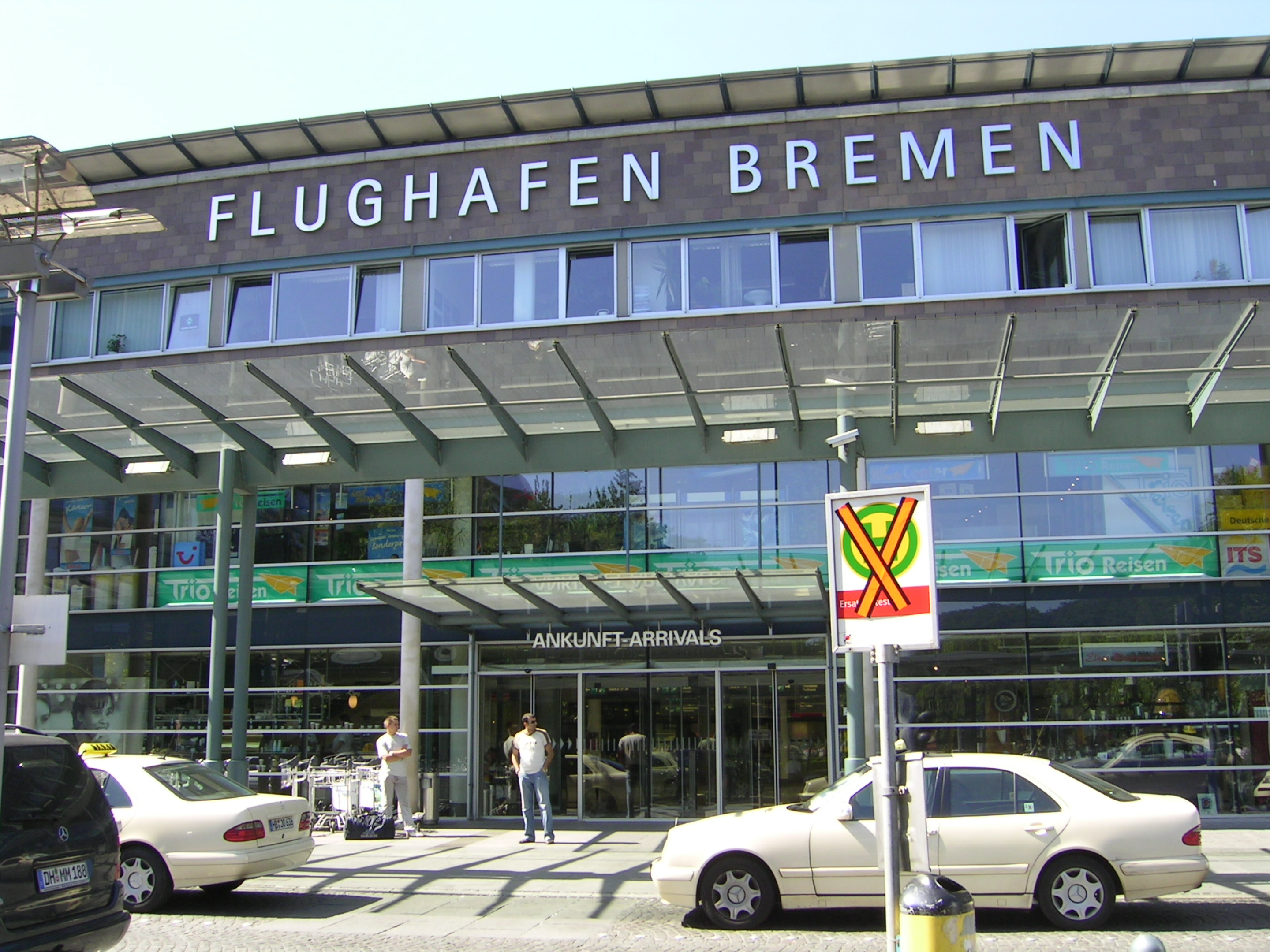
Aeroportul Bremen

## Administrația
Organul de conducere al sectorului este compus din 17 membri care fac parte din partidele politice:
| SPD                   | 7 |
| CDU                   | 6 |
| Bündnis 90 der Grünen | 2 |
| FDP                   | 1 |